# Högna Sigurðardóttir
Högna Sigurðardóttir (6 de julio de 1929–10 de febrero de 2017) fue una arquitecta islandesa. Fue la primera mujer en diseñar una casa en Islandia. Pasó la mayor parte de su carrera profesional en Francia.

## Biografía
Nació el 6 de julio de 1929 en un pequeño pueblo de pescadores en el grupo de islas volcánicas de Vestmannaeyjar, al sur de Islandia, Sigurðardóttir tomó la decisión desde el principio de dejar su hogar y estudiar arquitectura en París, donde finalmente estableció una práctica.
En 1949, Sigurðardóttir se convirtió en la primera islandesa en estudiar en la École des Beaux-Arts en París. Allí conoció a su futuro marido, Gerhardt Anspach, con quien tuvo dos hijas: la directora Sólveig Anspach y Thorunn.
Poco después de graduarse en 1960, diseñó un edificio residencial en las Islas Westman, convirtiéndose así en la primera mujer en diseñar un edificio en Islandia. Sin embargo, no fue la primera mujer islandesa en estudiar arquitectura, (ese honor es para Halldóra Briem. Alcanzó una prominencia temprana en Islandia, tanto por su atrevido estilo arquitectónico como por romper el techo de cristal en un campo dominado por hombres en ese momento.
Continuó construyendo otros edificios residenciales en Reikiavik y Kópavogur, instalando muebles de su propio diseño y agregando jardines en los techos como un medio para crear una afinidad con el entorno natural. Su excelente apreciación del paisaje y la naturaleza se puede ver aún más vívidamente en el edificio residencial en Bakkaflöt 1 en Garðabær, una ciudad suburbio de la región metropolitana de Reikiavik. Inspirado en el aspecto de una casa de césped tradicional islandesa, Sigurðardóttir hizo un uso creativo de métodos y materiales modernos para completar el trabajo. Como resultado, en 2000 el edificio fue elegido en una revista internacional como uno de los 100 edificios más notables del siglo XX en el norte y centro de Europa.
Los diseños de Högna fueron y siguen siendo hoy en día considerados muy modernos y atrevidos.

## Carrera profesional

### Estilo
El trabajo de Högna es conocido por su expresión audaz y su carácter intransigente. Clasificada como arquitectura brutalista moderna, utiliza principalmente hormigón en bruto en sus diseños. En muchos de sus diseños también se utilizaron materiales como piedra natural, madera y cuero. Su trabajo se hizo prominente a través de la integración de la estructura y el interior en su conjunto; Además, diseñó partes especializadas de sus proyectos, incluidos muebles, muebles e incluso macetas. Como homenaje a sus raíces islandesas, también instaló techos verdes.

### Proyectos
Högna es elogiada por su fusión de paisaje, forma y espacio. Mientras trabajaba en París, algunos de sus proyectos más distintos se encuentran en Islandia. Uno de sus proyectos más populares, la casa Bakkaflöt (1965-1968), es considerado uno de los cien edificios más notables del siglo XX en "Arquitectura mundial: un mosaico crítico". Utilizando técnicas brutalistas prominentes y un uso contemporáneo del hormigón junto con referencias al antiguo patrimonio arquitectónico islandés, la casa Bakkaflöt se disuelve en el paisaje circundante. Se encuentra en una pequeña parcela en Garðabær donde la forma exterior de la casa está cubierta por colinas artificiales, dejando solo visible el techo plano. El interior gira en torno a un salón principal que está definido por un gran lucernario y chimenea. Los componentes verticales y horizontales definen las características de la casa: íntimos rincones de lectura integrados hasta puertas corredizas de vidrio de piso a techo. El hormigón en bruto, el hierro, la madera tallada y el cuero brindan una experiencia espacial y de textura cómoda y cálida.

## Reconocimiento y premios
En relación con la Medalla de Honor de Artes Visuales que Sigurðardóttir fue otorgada en 2007 por el Museo de Arte de Akureyri, se afirmó que había hecho una "contribución única a la arquitectura de Islandia" y que su arquitectura estaba «más estrechamente vinculada al paisaje islandés, naturaleza y patrimonio que el trabajo de la mayoría de los arquitectos contemporáneos».
En 2008, Sigurðardóttir fue elegido miembro honorario de la Asociación de Islandia.
En 1967, junto con el arquitecto francés Adrien Fainsilber, Sigurðardóttir ganó el primer premio por diseñar un desarrollo universitario a gran escala en Villetaneuse, en los suburbios del norte de París. Los periódicos islandeses cubrieron extensamente su premio; dándole protagonismo en Islandia.
Murió en Reikiavik.